# Adrienne Bance
Adrienne Bance ou Adriana Bance est une alpiniste française de la première moitié du XXe siècle.
Elle est la première femme à réaliser l'ascension de l'Aconcagua le 7 mars 1940, au sein de l'expédition du Club Andinista Mendoza. Cette expédition comprend l'Allemand Juan Jorge Link (eo), Pablo Franke, P. Etura, D. López et J. Semper.
En 1942, elle participe à une autre ascension dirigée par Jorge Link, dont elle est la compagne, avec  Arturo Ermrich, Francisco Siciliano, Fernando Varela et Gustavo Faddia. Au cours de cette expédition, elle ampute huit des orteils de Jorge Link, victime de gelures.
Elle meurt en 1944 durant une autre expédition sur l'Aconcagua, lors de la descente,, en compagnie de son mari Hans Jorge Link, qu'elle avait accompagné lors de l'expédition de 1940. Leurs corps ne sont retrouvés qu'en 1946, lors d'une seconde expédition de recherche menée par Valentín Ugarte. Ils sont enterrés dans la même tombe au cimetière des andinistes, près de Puenta del Inca (es), dans les Andes de Mendoza,,